# Dzong de Rinpung (Shigatsé)
Pour les articles homonymes, voir en:Rinpung Dzong.
Le dzong de Rinpung  (tibétain : རིན་སྤུངས་རྫོང, Wylie : rin spungs rdzong)  est une forteresse associée à la dynastie Rinpungpa. Il est situé dans le centre sud de la Région autonome du Tibet dans le xian de Rinbung, ville-préfecture de Shigatsé. 

## Histoire
Lors de la conquête du Tibet, en 1239, par les Mongols dirigés par Godan Khan, fils de Gengis Khan, il assigne Sakya Pandita de l'école Sakya  à sa cour à Lanzhou. Lorsqu'il le rencontre en 1247, il décide de le placer à l'autorité temporelle du Tibet. Lorsque Kubilai Khan, fils de Godan prend le pouvoir et fonde la dynastie Yuan il prend le neveu de Sakya Pandita, Phagpa, comme dishi (précepteur impérial) sur toute la Chine. Il organise alors le pays en 13 myriarchies. Jusqu'en 1355, les lamas Sakyapa continuent d'exercer le titre de vice-roi du Tibet pour les Mongols. les branches du Kagyü que sont le Drigungpa et Phagmo Drupa contestent ce pouvoir. À la fin de la dynastie Yuan, lorsque les Hans de la dynastie Ming reprennent le pouvoir, l'école Sakya perd son influence au profit de l'école Phagmo Drupa sous le gouvernement de Jangchub Gyaltsen, lors d'une bataille à la victoire incontestée contre les Sakyapa en 1354. Les nouveaux maîtres du Tibet entretiennent tout de même des rapports substantiels avec les Kadampa et les Sakyapa.
Le dzong est situé au sommet d’une crête rocheuse et domine l’ancienne ville-forteresse de Rinpung Dzong. Rinpung Dépa Norbu Sangpo, souverain de la principauté de Rinpung, prit le contrôle de la région du Tsang, alors contrôlée par les Phagmo Drupa, en 1435. Elle reste sous le contrôle des princes de Rinpung jusqu’en 1565. Ils sont suivis par trois rois du Tsang qui exercent le pouvoir à Shigatsé jusqu'en 1642, lors de sa conquête par les mongols qoshots et la mise en place du dalaï-lama par ceux-ci.
En 1998, le dzong est en ruine et ses murs sont délabrés.

## Situation
La ville-forteresse est située à proximité du centre-ville du xian de Rinpung, comportant une centaine de maisons et une forte présence militaire. À proximité, se trouve également le monastère de Rong Chuchen, construit en 1367 par un prince de Rinpung et qui abritait une statue de Jampa de 10 m de haut, et offerte par Norbu Sangpo. Le fondateur spirituel du monastère fut Zhonnu Gyalchok. Il comprenait un collège Gelugpa, quatre autres Sakyapa et abritait 1500 moines au début du XXe siècle.